# Лагунова, Галина Николаевна
Гали́на Никола́евна Лагу́нова (бел. Галіна Мікалаеўна Лагунава, род. 22 ноября 1954, Славгород, Могилёвская область, Белорусская ССР, СССР) — белорусский государственный и политический деятель, депутат Палаты представителей Национального собрания VII созыва.

## Биография
Родилась 22 ноября 1954 года в Славгороде Могилёвской области.
Окончила Минский государственный институт имени А. М. Горького по специальности «Математика, учитель математики средней школы».
Работала воспитателем пришкольного интерната, учителем математики Малятичской средней школы Кричевского района Могилевской области; заместителем директора по учебной работе Купишской неполной средней школы; заведующим Вайнюнской начальной школой Браславского района Витебской области; заместителем директора по административно-хозяйственной работе, директором Минского торгового колледжа Белкоопсоюза; директором Минского филиала Белорусского торгово-экономического университета потребительской кооперации.
17 ноября 2019 года, на прошедших парламентских выборах, была избрана депутатом Палаты представителей Национального собрания по Шабановскому избирательному округу № 91. По результатам голосования, за его кандидатуру были поданы 18 193 голосов (46,71 % от общего числа), при этом явка избирателей на округе составила 64,33 %. Является заместителем председателя Постоянной комиссии Палаты представителей по экономической политике. После президентских выборов 2020 года и последовавших за ними массовых протестов избиратели его округа, недовольные сложившейся общественно-политической ситуацией в стране, требовали проведения встречи депутата с избирателями, позже депутат заявила, что каждое из поступивших в 2020 году обращений было рассмотрено и на каждое был дан ответ.

## Награды
Награждена почетными грамотами Совета Министров Республики Беларусь, отдела народного образования Браславского райисполкома, управления образования Витебского облисполкома, Белкоопсоюза, Мингорисполкома, Минского горсовета депутатов, Белорусского республиканского комитета профсоюза работников потребкооперации, администрации Заводского района г. Минска; нагрудными знаками «Выдатнік адукацыі», «Выдатнік спажывецкай кааперацыі Беларусі», «За профсоюзные заслуги»; медалями «Заслуженный миротворец» и «110 гадоў прафсаюзнаму руху Беларусі».

## Личная жизнь

### Семья
Замужем, имеет дочь.

### Сведения о доходах
Декларированный доход Лагуновой за 2018 год составил 33,7 тысяч белорусских рублей. Согласно декларации, в собственности Лагуновой находится легковой автомобиль, а в общей совместной собственности — двухкомнатная квартира и два легковых автомобиля.